# María del Mar Terrones Villanueva
María del Mar Terrones Villanueva (Orce, 1892 – Vigo, 31 de octubre de 1980) fue una maestra, doctora en Medicina y pionera del periodismo española.

## Trayectoria
Nació en Orce, provincia de Granada, en 1892. Fue nombrada maestra interina de una escuela de párvulos en 1911 en Jérez de la Frontera, Cádiz. Ese mismo año, con 19 años, entró a formar parte de la Asociación de la Prensa de Cádiz (APC), donde se la nombró socia de honor junto a Patrocinio de Biedma y la Moneda y Emma Calderón y de Gálvez, mujeres que despuntaban también en esa época en el periodismo español. Esta asociación fue la primera en España en admitir mujeres.
Terrones colaboró con el Diario de Cádiz, y alcanzó notoriedad nacional con el texto escrito contra la escritora Rosario de Acuña, cuando ésta desencadenó una polémica al publicar en París que unas estudiantes extranjeras habían sido insultadas por unos hombres en Madrid. Publicó textos de opinión y, sobre todo, literarios junto a Rosa Martínez de Lacosta, Krause, De Biedma, Calderón y Carolina de Soto y Corro.
Fue portada de la revista ilustrada Diana en 1911, donde se la describía como maestra de primera enseñanza, alumna oficial de la Facultad de Medicina de Cádiz y socia de honor del Centro Escolar Gaditano. Estudió Medicina en Cádiz, y acabó sus estudios en Madrid aunque regresó a Cádiz donde fue nombrada directora de la Academia Teresiana.
Al año siguiente, en 1912, se adhirió al Congreso periodístico español, organizado por la Asociación de la Prensa de Cádiz, junto a Emilia Pardo Bazán, De Biedma y Calderón. En este mismo año, se le menciona en la revista quincenal Deportes como colaboradora de esta publicación. En 1915, el periódico El Heraldo le dedicó una portada bajo el título "Cultura femenina", donde ya se la consideraba un icono de los nuevos tiempos para las mujeres.
Terrones fue una de las fundadoras en 1926 de la asociación española de mujeres Lyceum Club Femenino. Mantuvo amistad con la política Victoria Kent y escribió artículos destacados sobre la pedagoga y humanista María de Maeztu.
En 1941 murió su esposo y en 1956 hay una referencia en prensa por la boda de su hija. Falleció en Vigo el día 31 de octubre de 1980.